# Формула-1 — Гран-прі Європи 2010
Гран-прі Європи 2010 (офіційно LIV Grand Prix of Europe) — автогонка чемпіонату світу «Формули-1», яка пройшла 27 червня 2010 року на міській трасі Валенсія, Валенсія, Іспанія. Це була дев'ята гонка сезону 2010 року.
Переможцем гонки став Себастьян Феттель, внаслідок чого здобув 25 додаткових очок. Друге місце посів Льюїс Гамільтон. Третім перетнув фінішну пряму Дженсон Баттон і показав своє найшвидше коло гонки з часом 1:38.766 на 54 колі.

## Звіт

### Перегони
Сонячно. Сухо. Температура повітря +27 °C, траса +47-42 °C
У кваліфікації не всі команди знайшли підхід до гуми, що змішало машини на стартовому полі, так що старт обіцяв бути цікавим, до того ж деякі гонщики вибрали жорсткий склад, розраховуючи на триваліший перший відрізок.
На старті Феттель зберіг перевагу поула, Гамільтон пробився на друге місце, Алонсо – на третє. За підсумками першого кола Веббер відкотився з другого на дев'яте місце, Петров – з десятого на п'ятнадцяте, пропустивши гонщиків Mercedes GP і Force India.
Ярно Труллі побував у боксах на другому колі, а на четвертому зупинив машину, але після ремонту зміг повернутися на трасу.
Перша десятка на п'ятому колі: Феттель – Гамільтон – Алонсо – Масса – Кубіца – Баттон – Барікелло – Хюлькенберг – Веббер – Буемі.
На восьмому колі Веббер відвідав бокси, отримавши комплект жорстких шин, але з заміною лівого переднього колеса виникла невелика затримка. Слідом бокси відвідав Росберг.
Марк Веббер коментує аварію з Хейкі Ковалайненом
На дев'ятому колі Веббер налетів ззаду на Lotus Ковалайнена перед 12-м поворотом – Red Bull злетів у повітря, перекинувся, вдарився об трасу, і полетів у відбійник.
Виїхав автомобіль безпеки, велика група гонщиків вирушила в бокси, Веббер поїхав з місця аварії на медичній машині. Тільки Кобаясі і гонщики Virgin не стали проводити піт-стоп за машиною безпеки. Стартувавши на жорсткій гумі Міхаель Шумахер проїхав пару кіл на м'яких шинах і знову звернув у бокси – за жорсткими.
Перша десятка за автомобілем безпеки на 12-му колі: Феттель – Гамільтон – Кобаясі – Баттон – Барікелло – Кубіца – Буемі – Сутіл – Хюлькенберг – Алонсо.
На 15-му колі був оголошений рестарт. Феттель заблокував машину на гальмуванні, але втримав лідерство, Алонсо пройшов Хюлькенберга, Кобаясі стримував велику групу гонщиків.
До 20-го кола Феттель і Гамільтон відірвалися від Кобаясі на 10 секунд, ще в 10-ти секундах позаду японця їхала група відразу з десяти гонщиків. На 25-му колі стюарди покарали Гамільтона штрафним проїздом по піт-лейн за обгін автомобіля безпеки. Льюїс додав швидкості, щоб створити максимальний відрив від Кобаясі, і на 28-му колі поїхав відбувати покарання, повернувшись на трасу перед японцем, але в 15 секундах позаду Феттеля.

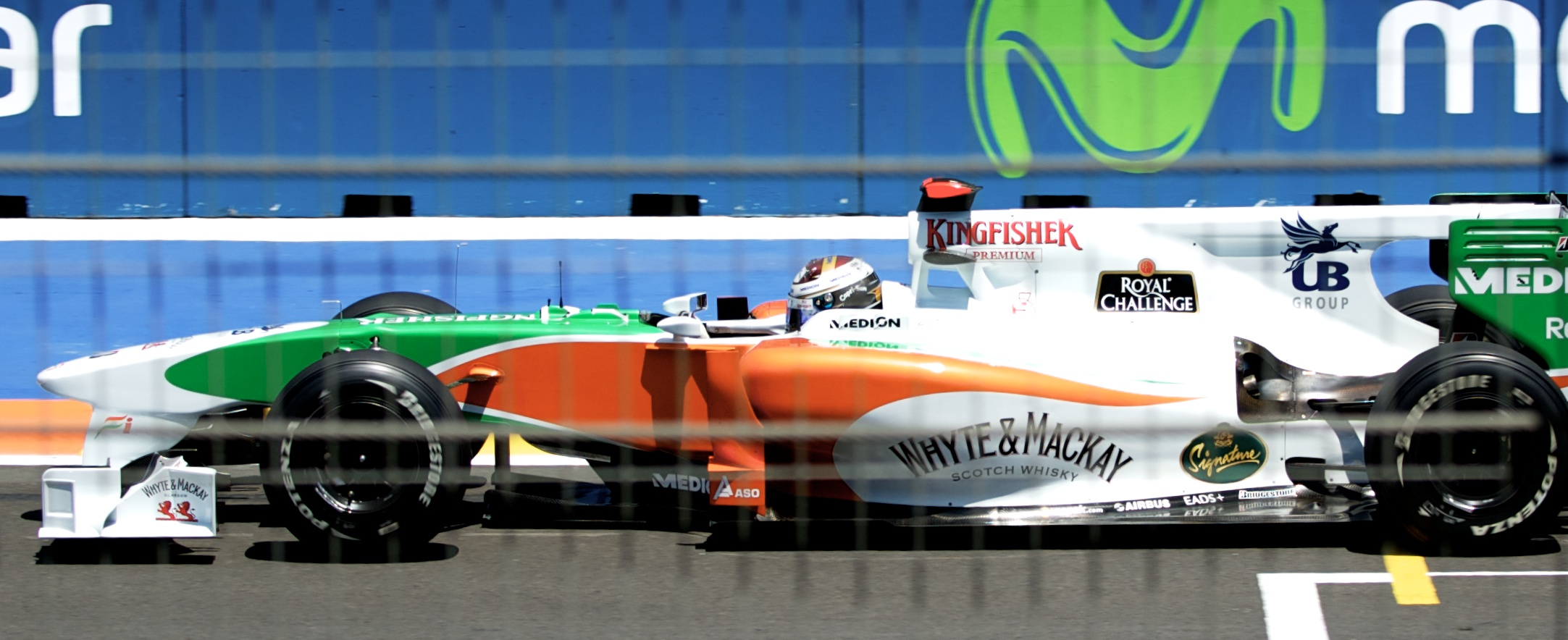
Адріан Сутіл за кермом боліду на Гран-прі Європи 2010.

На 37-му колі ще один піт-стоп провів Міхаель Шумахер, команда поставила гуму SuperSoft. Лідери наздогнали групу гонщиків нових команд, які вели боротьбу між собою. Пропускаючи суперників, Сенна і Глок продовжували боротьбу, пошкодили машини і вирушили в бокси для їх ремонту.
На 44-му колі було оголошено, що стюарди розглядають ситуацію з порушенням регламенту з приводу швидкості руху за машиною безпеки на адресу Баттона, Барікелло, Хюлькенберга, де ла Роси, Петрова, Сутіла, Ліуцці, Буемі та Кубіци.
На 51-му колі Ніко Хюлькенберг зупинив машину в зоні безпеки 12-го повороту після розриву заднього правого колеса.
За чотири кола до фінішу Кобаясі вирушив на свій перший піт-стоп, опустившись з третього на дев'яте місце, але на передостанньому колі Кобаясі обійшов Алонсо, а у фінальному повороті і Буемі.
Себастьян Феттель довів гонку до перемоги, другий у цьому сезоні і сьомий у кар'єрі. Другу і третю сходинку посіли гонщики McLaren.

## Класифікація

### Кваліфікація
| Поз      | №  | Пілот             | Констркутор          | Частина 1 | Частина 2 | Частина 3 | Старт |
| -------- | -- | ----------------- | -------------------- | --------- | --------- | --------- | ----- |
| 1        | 5  | Себастьян Феттель | Red Bull-Renault     | 1:38.324  | 1:38.015  | 1:37.587  | 1     |
| 2        | 6  | Марк Веббер       | Red Bull-Renault     | 1:38.549  | 1:38.041  | 1:37.662  | 2     |
| 3        | 2  | Льюїс Гамільтон   | McLaren-Mercedes     | 1:38.697  | 1:38.158  | 1:37.969  | 3     |
| 4        | 8  | Фернандо Алонсо   | Ferrari              | 1:38.472  | 1:38.179  | 1:38.075  | 4     |
| 5        | 7  | Феліпе Масса      | Ferrari              | 1:38.657  | 1:38.046  | 1:38.127  | 5     |
| 6        | 11 | Роберт Кубіца     | Renault              | 1:38.132  | 1:38.062  | 1:38.137  | 6     |
| 7        | 1  | Дженсон Баттон    | McLaren-Mercedes     | 1:38.360  | 1:38.399  | 1:38.210  | 7     |
| 8        | 10 | Ніко Хюлькенберг  | Williams-Cosworth    | 1:38.843  | 1:38.523  | 1:38.428  | 8     |
| 9        | 9  | Рубенс Барікелло  | Williams-Cosworth    | 1:38.449  | 1:38.326  | 1:38.428  | 9     |
| 10       | 12 | Віталій Петров    | Renault              | 1:39.004  | 1:38.552  | 1:38.523  | 10    |
| 11       | 16 | Себастьєн Буемі   | Toro Rosso-Ferrari   | 1:39.096  | 1:38.586  |           | 11    |
| 12       | 4  | Ніко Росберг      | Mercedes             | 1:38.752  | 1:38.627  |           | 12    |
| 13       | 14 | Адріан Сутіл      | Force India-Mercedes | 1:39.021  | 1:38.851  |           | 13    |
| 14       | 15 | Вітантоніо Ліуцці | Force India-Mercedes | 1:38.969  | 1:38.884  |           | 14    |
| 15       | 3  | Міхаель Шумахер   | Mercedes             | 1:38.994  | 1:39.234  |           | 15    |
| 16       | 22 | Педро де ла Роса  | BMW Sauber-Ferrari   | 1:39.003  | 1:39.264  |           | 16    |
| 17       | 17 | Хайме Альгерсуарі | Toro Rosso-Ferrari   | 1:39.128  | 1:39.548  |           | 17    |
| 18       | 23 | Камуї Кобаясі     | BMW Sauber-Ferrari   | 1:39.343  |           |           | 18    |
| 19       | 18 | Ярно Труллі       | Lotus-Cosworth       | 1:40.658  |           |           | 19    |
| 20       | 19 | Хейкі Ковалайнен  | Lotus-Cosworth       | 1:40.882  |           |           | 20    |
| 21       | 25 | Лукас ді Грассі   | Virgin-Cosworth      | 1:42.086  |           |           | 21    |
| 22       | 24 | Тімо Глок         | Virgin-Cosworth      | 1:42.140  |           |           | 22    |
| 23       | 20 | Карун Чандхок     | HRT-Cosworth         | 1:42.600  |           |           | 23    |
| 24       | 21 | Бруно Сенна       | HRT-Cosworth         | 1:42.851  |           |           | 24    |
| Джерело: |    |                   |                      |           |           |           |       |

### Перегони
| Поз      | №  | Пілот             | Конструктор          | Кола | Час/Схід    | Старт | Очки |
| -------- | -- | ----------------- | -------------------- | ---- | ----------- | ----- | ---- |
| 1        | 5  | Себастьян Феттель | Red Bull-Renault     | 57   | 1:40:29.571 | 1     | 25   |
| 2        | 2  | Льюїс Гамільтон   | McLaren-Mercedes     | 57   | +5.042      | 3     | 18   |
| 3        | 1  | Дженсон Баттон    | McLaren-Mercedes     | 57   | +12.6581    | 7     | 15   |
| 4        | 9  | Рубенс Барікелло  | Williams-Cosworth    | 57   | +25.6271    | 9     | 12   |
| 5        | 11 | Роберт Кубіца     | Renault              | 57   | +27.1221    | 6     | 10   |
| 6        | 14 | Адріан Сутіл      | Force India-Mercedes | 57   | +30.1681    | 13    | 8    |
| 7        | 23 | Камуї Кобаясі     | BMW Sauber-Ferrari   | 57   | +30.965     | 18    | 6    |
| 8        | 8  | Фернандо Алонсо   | Ferrari              | 57   | +32.809     | 4     | 4    |
| 9        | 16 | Себастьєн Буемі   | Toro Rosso-Ferrari   | 57   | +36.2991    | 11    | 2    |
| 10       | 4  | Ніко Росберг      | Mercedes             | 57   | +44.382     | 12    | 1    |
| 11       | 7  | Феліпе Масса      | Ferrari              | 57   | +46.621     | 5     |      |
| 12       | 22 | Педро де ла Роса  | BMW Sauber-Ferrari   | 57   | +47.4141    | 16    |      |
| 13       | 17 | Хайме Альгерсуарі | Toro Rosso-Ferrari   | 57   | +48.239     | 17    |      |
| 14       | 12 | Віталій Петров    | Renault              | 57   | +48.2871    | 10    |      |
| 15       | 3  | Міхаель Шумахер   | Mercedes             | 57   | +48.826     | 15    |      |
| 16       | 15 | Вітантоніо Ліуцці | Force India-Mercedes | 57   | +50.8901    | 14    |      |
| 17       | 25 | Лукас ді Грассі   | Virgin-Cosworth      | 56   | +1 коло     | 21    |      |
| 18       | 20 | Карун Чандхок     | HRT-Cosworth         | 55   | +2 кола     | 23    |      |
| 19       | 24 | Тімо Глок         | Virgin-Cosworth      | 55   | +2 кола2    | 22    |      |
| 20       | 21 | Бруно Сенна       | HRT-Cosworth         | 55   | +2 кола     | 24    |      |
| 21       | 18 | Ярно Труллі       | Lotus-Cosworth       | 53   | +4 кола     | 19    |      |
| Схід     | 10 | Ніко Хюлькенберг  | Williams-Cosworth    | 49   | Вихлоп      | 8     |      |
| Схід     | 19 | Хейкі Ковалайнен  | Lotus-Cosworth       | 8    | Аварія      | 20    |      |
| Схід     | 6  | Марк Веббер       | Red Bull-Renault     | 8    | Аварія      | 2     |      |
| Джерело: |    |                   |                      |      |             |       |      |

Примітки:
1.↑  – Баттон, Барікелло, Кубіца, Сутіл, Буемі, де ла Роса, Петров та Ліуцці були покарані стюардами за перевищення дозволеної швидкості за машиною безпеки надбавкою п'яти секунд до результатів.
2.↑  – Тімо Глок оштрафований надбавкою 20-ти секунд за ігнорування синіх прапорів.

## Положення в чемпіонаті після Гран-прі
| Поз | Пілот             | Очки |
| --- | ----------------- | ---- |
| 1   | Льюїс Гамільтон   | 127  |
| 2   | Дженсон Баттон    | 121  |
| 3   | Себастьян Феттель | 115  |
| 4   | Марк Веббер       | 103  |
| 5   | Фернандо Алонсо   | 98   |

| Поз | Конструктор      | Очки |
| --- | ---------------- | ---- |
| 1   | McLaren-Mercedes | 248  |
| 2   | Red Bull-Renault | 218  |
| 3   | Ferrari          | 165  |
| 4   | Mercedes         | 109  |
| 5   | Renault          | 89   |

- Примітка: Тільки 5 позицій включені в обидві таблиці.